# Gaston orléans-i herceg
Gaston orléans-i herceg (Gaston d’Orléans, teljes nevén Gaston Jean Baptiste de France) (Fontainebleau, 1608. április 25. – Blois, 1660. február 2.); a Bourbon-házból született francia királyi herceg, IV. Henriknek, Franciaország és Navarra királyának (1553–1610) és Medici Mária toszkánai nagyhercegnőnek (1573–1642) harmadszülött fia, XIII. Lajos király öccse, Orléans hercege.

## Élete

### Testvérei
- Lajos (1601–1643), 1610-től XIII. Lajos néven Franciaország és Navarra királya,
- Erzsébet (1602–1644), IV. Fülöp spanyol király feleségeként Izabella néven Spanyolország királynéja,
- Krisztina Mária (1606–1663), I. Viktor Amadé savoyai herceg felesége,
- Miklós Henrik (1607–1611), Orléans hercege, gyermekkorban meghalt,
- Henrietta Mária (1609–1669), I. Károly angol király feleségeként Anglia királynéja.

### A király öccse
Kiváló hadvezér volt, több hadjáratot vezetett sikeresen. Mivel bátyjának, XIII. Lajosnak sokáig nem született gyermeke, Gaston herceget tekintették a trón első várományosának. Amikor 1638-ban mégis megszületett Louis Dieudonné herceg, a trónörökös (dauphin), a későbbi XIV. Lajos király, majd két évre rá öccse, (I.) Fülöp, Orléans hercege (1640–1701), ezzel Gaston herceg trónöröklési reményei füstbe mentek. A várományosság elvesztése saját egzisztenciáját is súlyosan érintette, jövedelmei megcsappantak, hitelezői megszüntették a további hitelek folyósítását, így nem tudta befejezni Blois kastélyának megkezdett felújítását.
1642-ben, amikor bátyjának, XIII. Lajosnak egészsége megromlott, Gaston herceg részt vett Cinq-Mars márki összeesküvésében, amely őt, Gastont akarta a királyság katonai főkormányzójának (lieutenant général) székébe juttatni. Utóbb Gaston meghátrált, „ejtette” támogatóját. Cinq-Mars márkit kivégezték.

### Házasságai, gyermekei
Gaston herceg kétszer nősült. Első felesége a nagyon gazdag Bourbon Mária (1605–1627) volt, Montpensier hercegnője. Második felesége a Vaudémont-házból való Margit hercegnő (1615–1672) volt, Lotaringia és Bar hercegnője. 
Bourbon Máriától egy gyermeke született:
- Anna Mária Lujza (1627.május 29. – 1693. április 5.), aki 1670-ben majdnem feleségül ment Antoine Nompar de Caumont-hoz, Lauzun hercegéhez (1633 – 1723. december 19.).

Lotaringiai Margittól  született gyermekei:
- Margit Lujza (1645. július 28. – 1721. szeptember 17.), aki 1661. június 20-án.feleségül ment III. Cosimo de’ Medicihez, Toszkána nagyhercegéhez (1642. augusztus 15. – 1723. október 31.)
- Erzsébet (1646. december 26. – 1696. március 17.), aki 1667. május 15-én. feleségül ment Lotaringiai Lajos József herceghez (1650. augusztus 7. - 1671. július 30.)
- Françoise Madeleine (1648. október 13. – 1664. január 14.), aki 1663. március 4-én feleségül ment II. Károly Emánuel savoyai herceghez (1634. június 20.-1675. június 12.)
- János Gaston (1650. augusztus 17. – 1652. augusztus 10.), Valois hercege, kisgyermekként meghalt.
- Mária Anna (1652. november 9. – 1695. augusztus 17.)

### A király nagybátyja
A haldokló XIII. Lajos megtette öccsét Languedoc tartomány polgári és katonai főkormányzójának. 1643-ban, amikor XIII. Lajos meghalt, Gaston királyi herceget nevezték ki az egész királyság katonai főkormányzójává (lieutenant général du royaume) és a királyi tanács vezetőjévé (chef des conseils), de XIV. Lajos kiskorúságának idejére alárendelték őt sógornőjének, az özvegy Ausztriai Anna anyakirálynénak. Anna királyné viszont teljesen magához ragadta a régensi hatalmat, háttérbe szorítva Gastont.
A következő években Gaston hadvezérként több sikeres hadjáratot vezetett Spanyolország ellen. 1644–45-ben elfoglalta Flandria egy részét, Gravelines, Béthune, Bourbourg, Armentières, Courtrai és Mardyck városokat.
A királyi vérből való hercegekkel együtt Gaston is részt vett a Fronde felkelésben. Ennek kudarca után 1652-ben Mazarin bíboros Blois-ba száműzte, itt hunyt el 1660-ban. A királyi család tagjainak temetkezőhelyén, a Saint-Denis-székesegyházban temették el. Orléans hercegének címét XIV. Lajos király saját öccsére, Fülöp hercegre ruházta át.

## Külső hivatkozások
- http://genealogy.euweb.cz/capet/capet40.html#L15

| Előző Miklós Henrik | Francia trónörökös 1611 – 1638 | Következő Lajos |

| Előző uralkodó: Miklós Henrik | Orléans hercege 1611 – 1660 Orléans-ház | Következő uralkodó: (I.) Fülöp orléans-i herceg |